# Football Club Infonet Levadia 2022
Questa voce raccoglie le informazioni riguardanti il Football Club Infonet Levadia Tallinn nelle competizioni ufficiali della stagione 2022.

## Stagione
- In campionato il Levadia Tallinn termina al secondo posto (79 punti), dietro al Flora Tallinn (97) e davanti al  Paide (65).
- In coppa nazionale viene eliminato ai sedicesimi di finale dal Kalju Nõmme (2-0).
- In supercoppa nazionale vince contro il Flora Tallinn (0-0 e poi 4-2 ai rigori) e conquista per l'8ª volta l'Eesti Superkarikas.
- In Champions League viene eliminato al turno preliminare dagli islandesi del Víkingur (1-6).
- In Conference League viene eliminato al secondo turno dai maltesi dell'Hibernians (3-4 complessivo).

## Maglie e sponsor
La divisa casalinga era composta da una maglia verde smeraldo con inserti bianchi, pantaloncini bianchi con inserti verdi e calzettoni verdi con inserti bianchi. Quella da trasferta era invece composta da una maglia bianca con colletto e inserti verdi, pantaloncini verdi con inserti bianchi e calzettoni bianchi con inserti verdi.
| Casa | Trasferta |

## Rosa
| N. |                     | Ruolo | Calciatore           |
| -- | ------------------- | ----- | -------------------- |
| 3  | Serbia (bandiera)   | D     | Milan Mitrović       |
| 4  | Italia (bandiera)   | D     | Maximiliano Uggè     |
| 6  | Estonia (bandiera)  | C     | Rasmus Peetson       |
| 7  | Estonia (bandiera)  | A     | Frank Liivak         |
| 9  | Estonia (bandiera)  | C     | Mark Oliver Roosnupp |
| 10 | Estonia (bandiera)  | C     | Brent Lepistu        |
| 11 | Brasile (bandiera)  | A     | Liliu                |
| 14 | Ghana (bandiera)    | C     | Ernest Agyiri        |
| 15 | Slovenia (bandiera) | C     | Til Mavretič         |
| 16 | Estonia (bandiera)  | D     | Markus Jürgenson     |
| 17 | Estonia (bandiera)  | A     | Robert Kirss         |
| 19 | Ucraina (bandiera)  | A     | Oleksiy Khoblenko    |
| 21 | Estonia (bandiera)  | C     | Nikita Vassiljev     |
| 22 | Estonia (bandiera)  | D     | Artur Pikk           |

| N. |                        | Ruolo | Calciatore            |
| -- | ---------------------- | ----- | --------------------- |
| 23 | Azerbaigian (bandiera) | C     | Murad Veliyev         |
| 25 | Estonia (bandiera)     | D     | Maksim Podholjuzin    |
| 30 | Estonia (bandiera)     | P     | Daniil Pareiko        |
| 36 | Mali (bandiera)        | C     | Bourama Fomba         |
| 38 | Estonia (bandiera)     | C     | Artjom Komlov         |
| 45 | Ucraina (bandiera)     | C     | Artem Ščedryj         |
| 49 | Georgia (bandiera)     | C     | Zakaria Beglarishvili |
| 55 | Estonia (bandiera)     | A     | Karl Rudolf Õigus     |
| 59 | Estonia (bandiera)     | A     | Bogdan Vaštšuk        |
| 67 | Estonia (bandiera)     | C     | Ilja Antonov          |
| 70 | Serbia (bandiera)      | C     | Marko Putinčanin      |
| 81 | Estonia (bandiera)     | P     | Artur Kotenko         |
| 84 | Tagikistan (bandiera)  | A     | Rustam Soirov         |
| 99 | Estonia (bandiera)     | P     | Karl Andre Vallner    |